# S Sculptoris
S Sculptoris är en pulserande variabel av Mira Ceti-typ (M) i stjärnbilden i Bildhuggaren. 
Stjärnan varierar mellan visuell magnitud +5,5 och 13,6 med en period av 367 dygn. Variabeln upptäcktes av den skotska astronomen Williamina Fleming.